# Geschichte der Stadt San Francisco

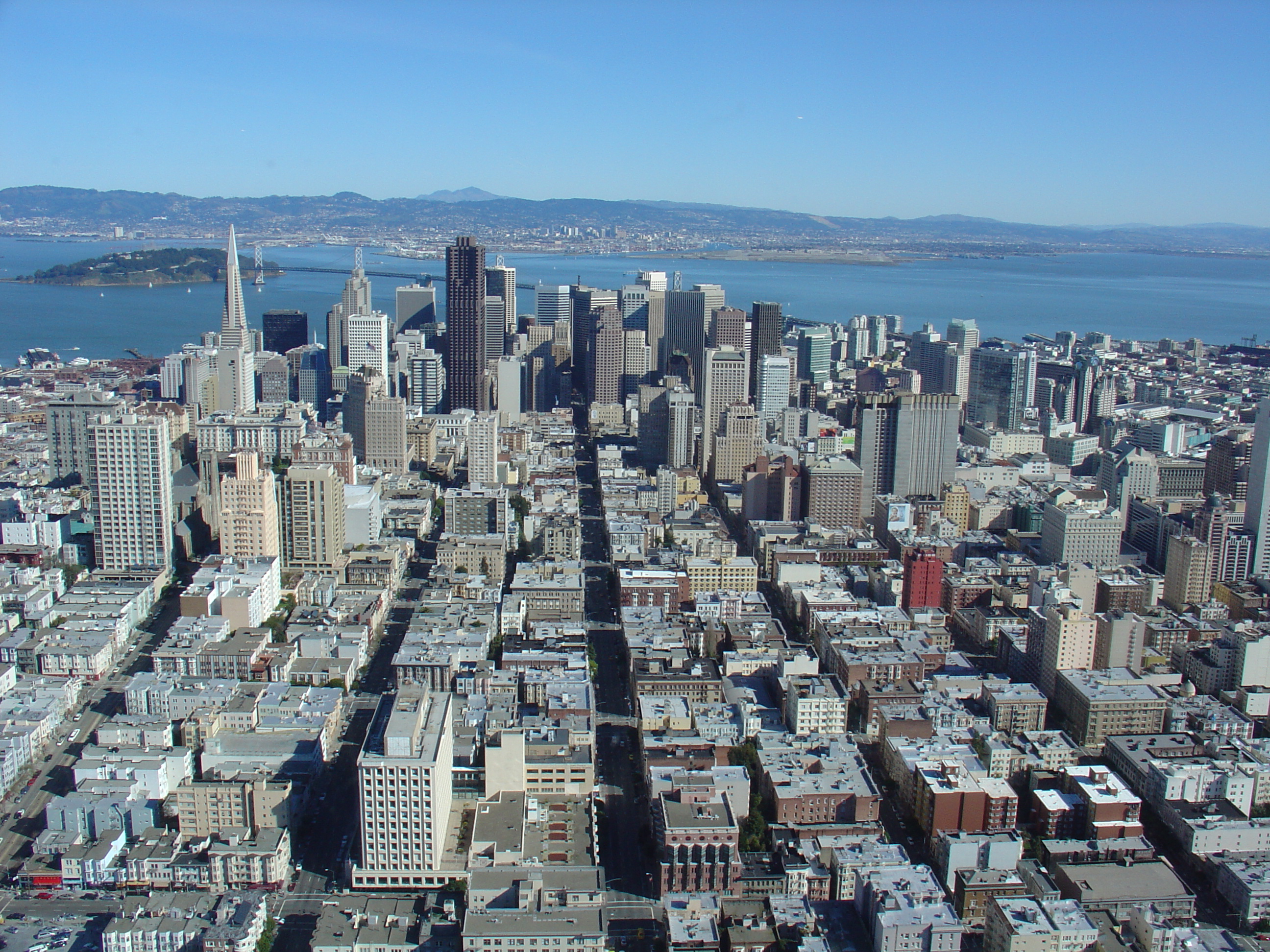
Downtown San Francisco

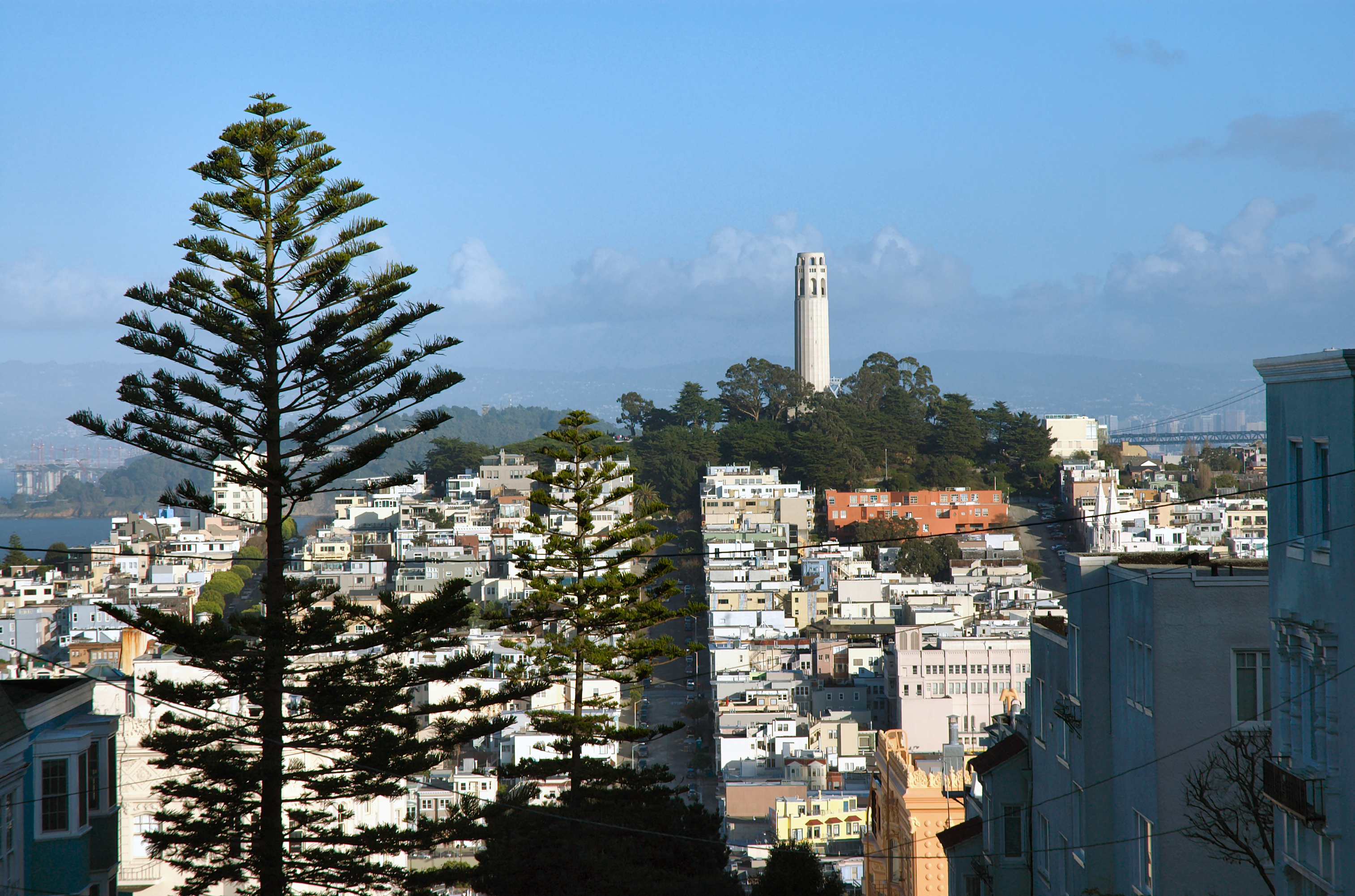
Charakteristisch für San Francisco: die Hügel und das Meer

Die Geschichte der Stadt San Francisco in Kalifornien wurde maßgeblich von ihrer Lage an der Pazifikküste beeinflusst. Sie wurde dadurch zu einem wichtigen Zentrum für Seehandel und zum Standort für Fort Mason, dem wichtigsten Einschiffungshafen für Militäroperationen auf dem Pazifik. San Francisco charakterisiert sich durch schnelle wirtschaftliche Veränderungen und kulturelle Vielfalt.

## Vorkoloniale Geschichte
Das Gebiet des heutigen US-Bundesstaates Kalifornien ist seit über 10.000 Jahren besiedelt. Bei Ankunft der ersten Europäer bewohnten unter anderem die Yelamu, ein Stamm aus der Sprachfamilie der Ohlone das Gebiet von San Francisco.
Der häufige Nebel über der Bucht von San Francisco führte dazu, dass die frühen Entdecker, darunter Sir Francis Drake, am Golden Gate vorbeisegelten und die Bucht von San Francisco lange unentdeckt blieb.

## Die ersten Europäer an der Bucht von San Francisco

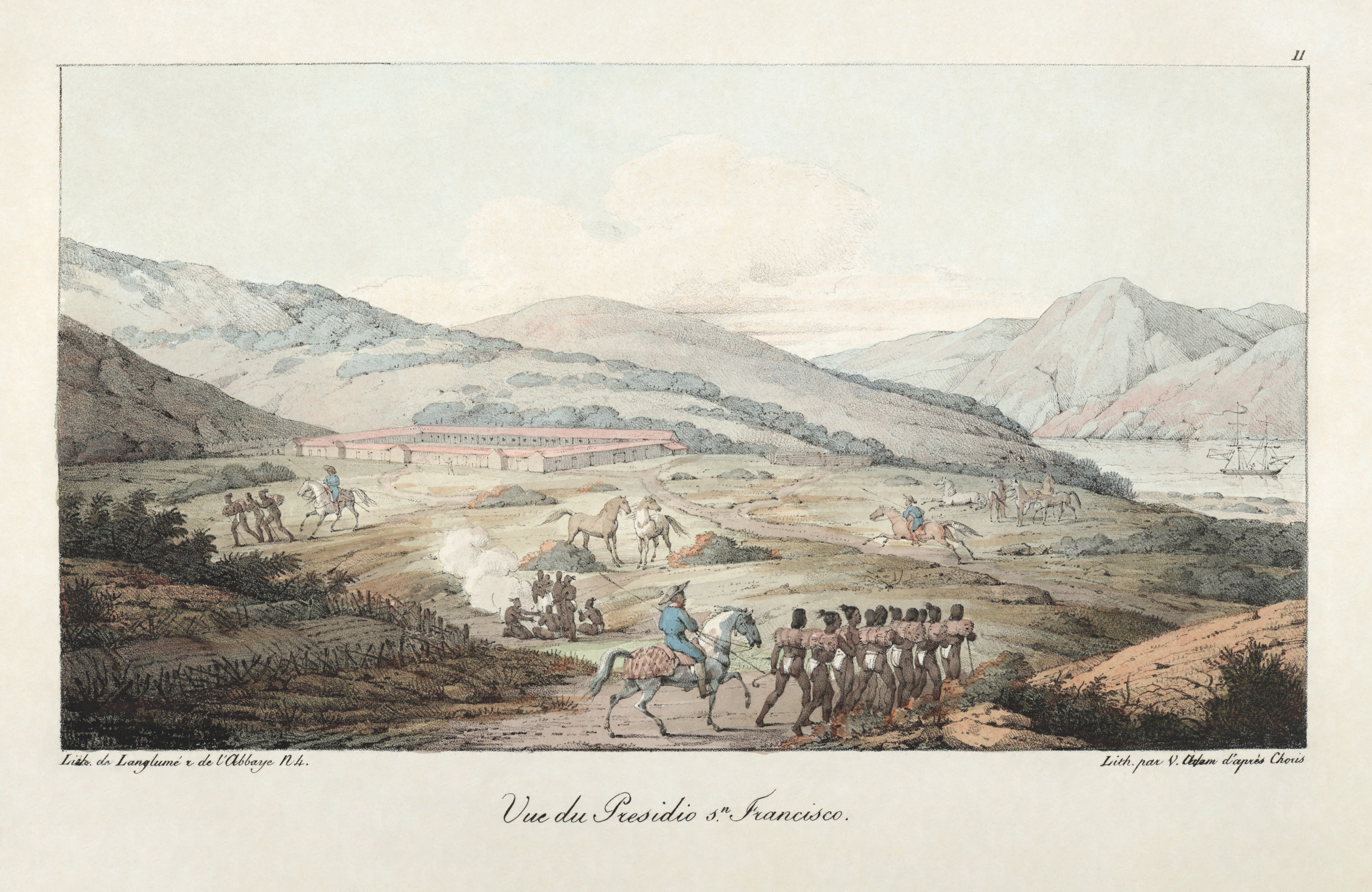
Blick auf das Presidio von San Francisco, um 1817 von Louis Choris

Im Zuge der spanischen Eroberungszüge in Mittel- und Nordamerika zog der Entdecker Gaspar de Portolà im Jahr 1769 als erster auf dem Landweg in das Gebiet des heutigen Bundesstaates Kalifornien, das damals zur spanischen Kolonie Neuspanien gehörte. Am 2. November erreichte er die Bucht von San Francisco.
Sieben Jahre später wurde im Zuge der Errichtung der spanischen Missionen in Kalifornien die Mission San Francisco de Asís (auch Mission Dolores genannt) von Junípero Serra gegründet und dazu das Presidio errichtet. Der Franziskaner Serra gilt als Gründer von San Francisco.
In den darauffolgenden Jahren besuchten mehrere weitere europäische Eroberer die Bucht, darunter der Franzose Jean-François de La Pérouse und der Engländer George Vancouver. In der Gegend siedelten auch einige Russen, vorwiegend Jäger (ihrem Vorrücken Einhalt zu gebieten war einer der Hauptgründe für das spanische Vordringen nach Norden). Von 1770 an kolonisierte Russland das Gebiet von Alaska bis Fort Ross in Sonoma, unmittelbar nördlich der Bucht. Der Name Russian Hill, eines zentralen Wohnquartiers in San Francisco, erinnert an die russischen Fellhändler und Seeleute.
Nach dem Mexikanischen Unabhängigkeitskrieg wurde Kalifornien Teil von Mexiko. Im Jahr 1835 errichtete der Engländer William Anthony Richardson den ersten Hof außerhalb der unmittelbaren Umgebung der Mission dolores, in der Nähe einer Bootsanlegestelle beim heutigen Portsmouth Square. Er ist unter anderem für den Straßenplan des nun immer mehr Siedler anziehenden Dorfes, das zunächst Yerba Buena (nach einer in der Gegend vorkommenden Minzenart) hieß, verantwortlich. 1838 erhielt Richardson ein großes Grundstück im Marin County, wohin er 1841 übersiedelte. Die Richardson Bay ist nach ihm benannt.

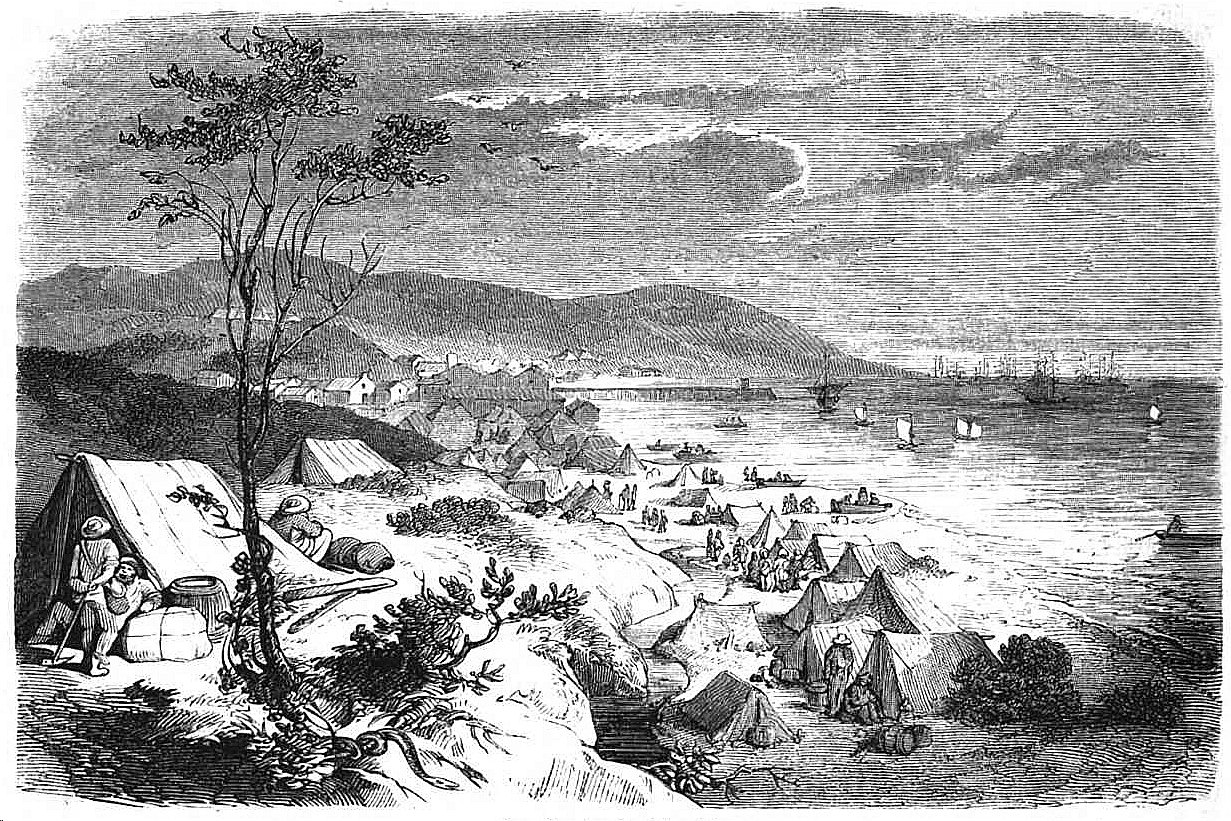
San Francisco (1849)

Im selben Jahr dachte England über einen Kauf von Kalifornien von Mexiko nach, denn die strategische Bedeutung für den Pazifik war erkannt worden. Daraus wurde allerdings nichts, und so wurde San Francisco zu einem der strategisch bedeutendsten Häfen der USA.
Am 31. Juli 1846 verdoppelte sich die Bevölkerung von Yerba Buena schlagartig, da 240 Mormonen unter der Führung von Samuel Brannan mit dem Schiff Brooklyn anlegten. Brannan, selbst Mitglied der Kirche Jesu Christi der Heiligen der Letzten Tage, sollte später vor allem durch seine Berichte über den kalifornischen Goldrausch bekannt werden. Er gilt als erster Gold-Millionär Kaliforniens.

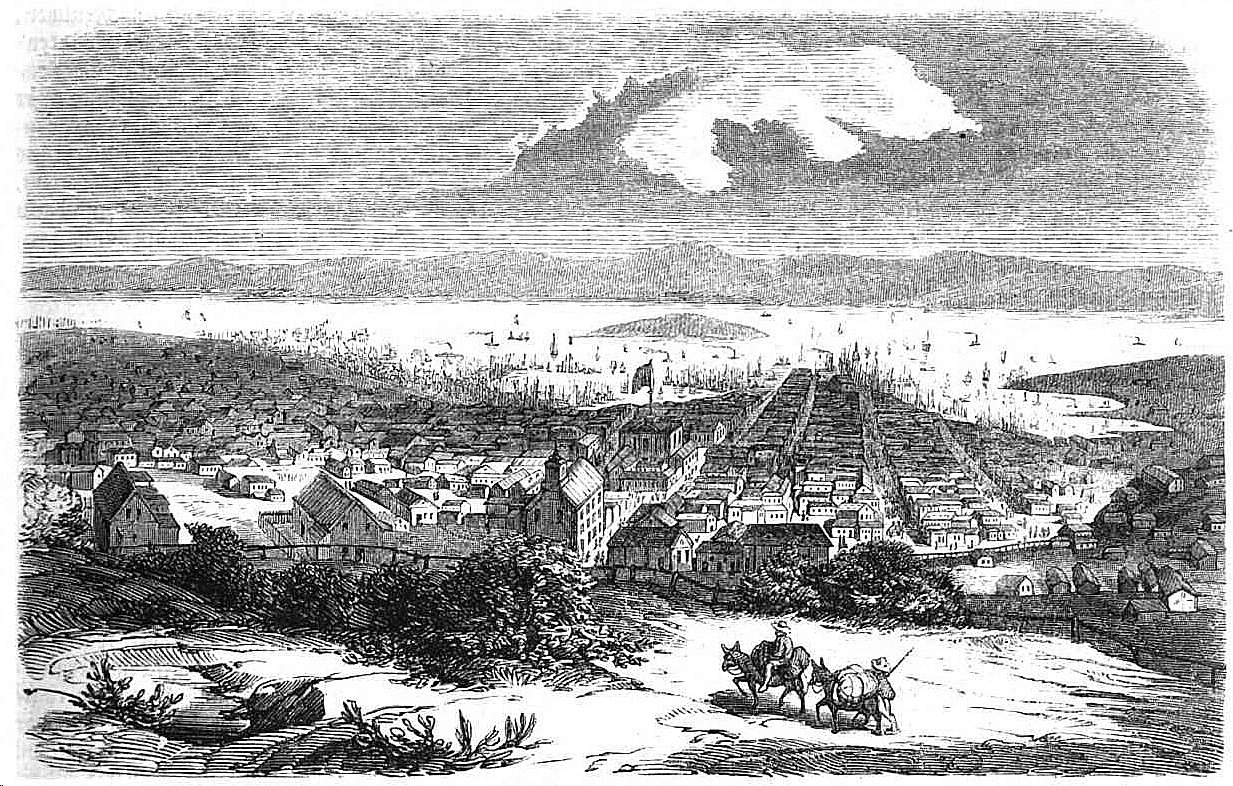
San Francisco (1853)

Im Mexikanisch-Amerikanischen Krieg beanspruchte John Drake Sloat Kalifornien für die Vereinigten Staaten. Am 9. Juli 1846 trafen John Berrien Montgomery und Henry Bulls Watson mit der USS Portsmouth in Yerba Buena ein und hissten ihre Flagge über der Ortsmitte. Im August desselben Jahres wurde Lt. Washington A. Bartlett zum Alcalde von Yerba Buena ernannt. Am 30. Januar 1847 wurde der Ort auf Antrag von Bartlett offiziell in San Francisco umbenannt. Der Name ist eine Reverenz an Franz von Assisi, den Namenspatron der Franziskanischen Ordensfamilie. Kalifornien und damit auch San Francisco wurden 1848 in der Folge des Vertrags von Guadalupe Hidalgo, der den Mexikanisch-Amerikanischen Krieg beendete, offiziell Teil der Vereinigten Staaten. San Francisco wurde vom kalifornischen Staat bald sowohl als Stadt als auch als County klassiert.
Mit seiner Lage am äußersten Ende einer Halbinsel fehlten San Francisco zwei wichtige Rohstoffe für eine Siedlung des 19. Jahrhunderts: Wasser und Feuerholz. Die Einwohner der Stadt waren deshalb gezwungen, diese Waren in die Stadt zu bringen. Bereits früh begann man auch, Küstengebiete aufzuschütten, um dort Häuser zu bauen.

## Der kalifornische Goldrausch

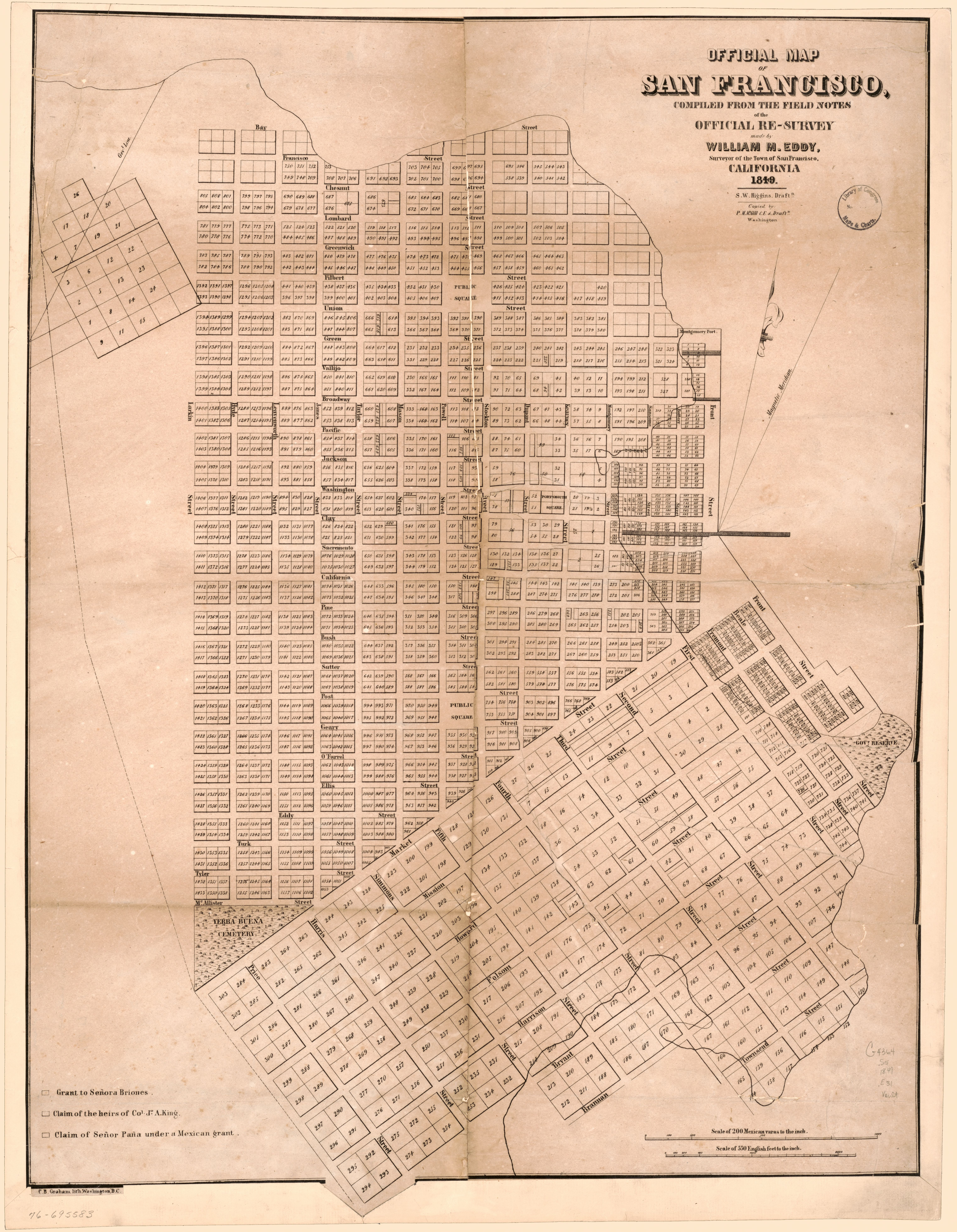
Stadtplan San Francisco von William Mathewson Eddy (Dezember 1849)

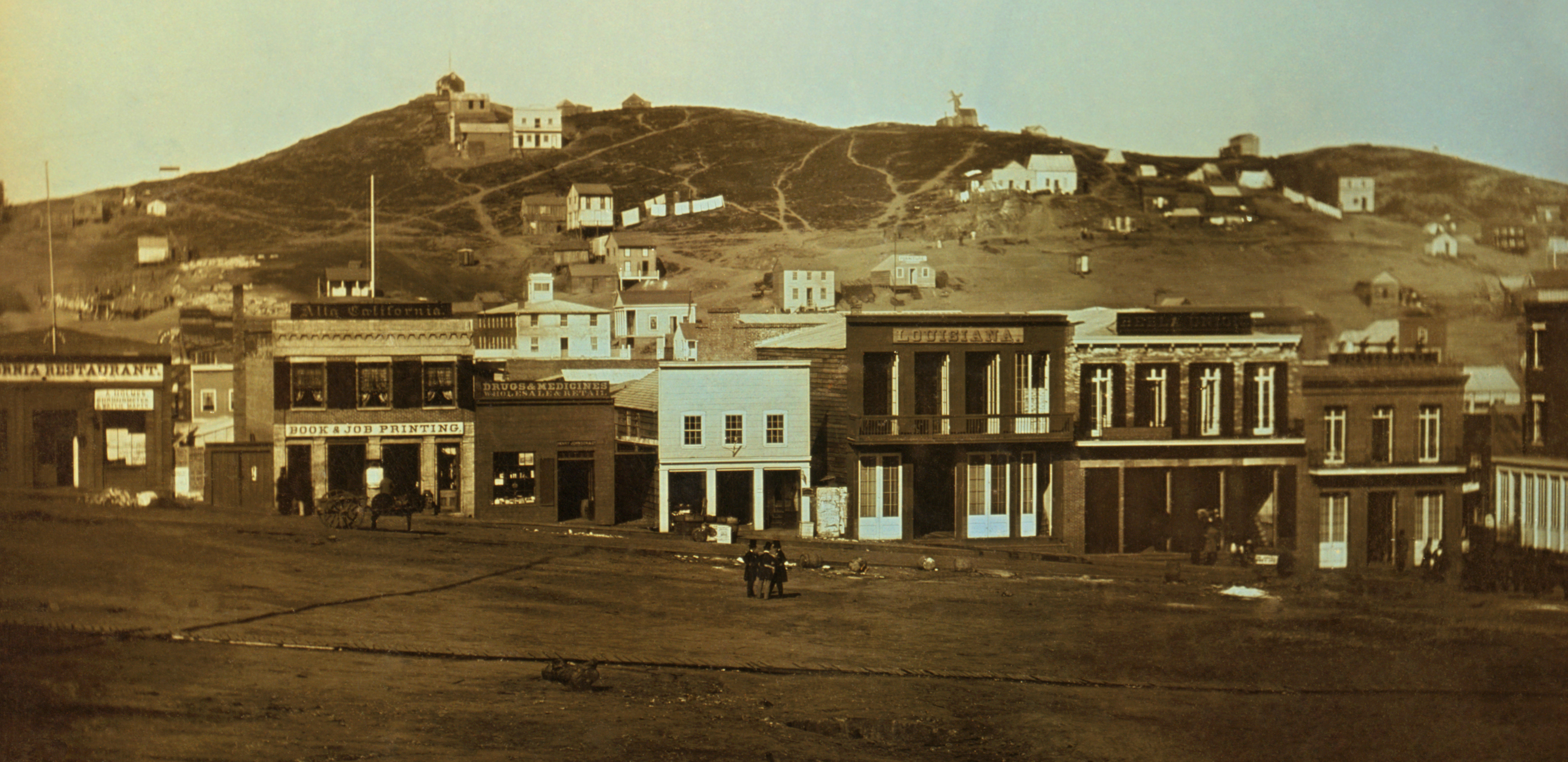
Portsmouth Square, 1851

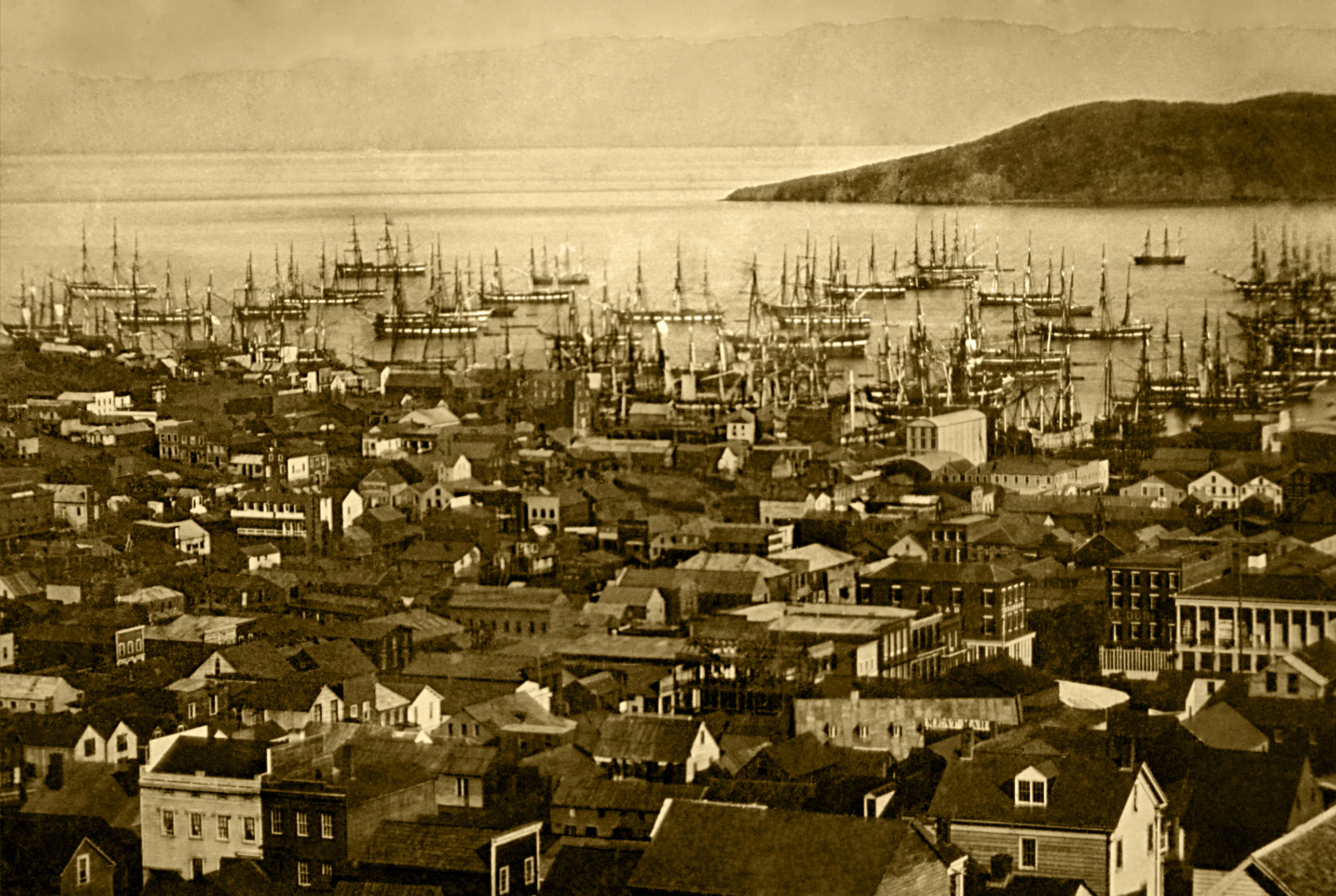
Der Hafen von San Francisco 1850 oder 1851. In dieser Zeit war der Hafen oft so überfüllt, dass die Schiffe oft Tage warten mussten, bis Fracht und Passagiere ausgeladen werden konnten.

Der kalifornische Goldrausch, der 1848 einsetzte, beeinflusste die Stadt nachhaltig. Zunächst führte er vor allem zu einem explosiven Bevölkerungswachstum. Zwischen Januar 1848 und Dezember 1849 stieg die Bevölkerung San Franciscos von 1.000 auf über 25.000, obwohl die Stadt selbst weitab der Goldminen lag. Um zusätzliche Parzellen für die Siedler zu schaffen, beschäftigte die Stadt mit William Mathewson Eddy einen Landvermesser, der bis Dezember 1849 rund 600 zusätzliche Parzellen schuf. In jenem Monat veröffentlichte er den einzigen heute erhaltenen offiziellen Stadtplan. Das extreme Wachstum setzte sich auch in den 1850er-Jahren fort, besonders als auch noch Silber gefunden wurde. Mit dem Wachstum war die Stadtplanung teilweise überfordert, was zu (für amerikanische Verhältnisse) teilweise sehr engen Straßen führte, die noch heute den Verkehr in der Altstadt behindern. San Francisco wurde zur größten Stadt westlich des Mississippi, ein Titel, der allerdings 1920 an Los Angeles verloren wurde.
Besonders viele Einwanderer stammten aus China, da sich die chinesischen Arbeiter, die am Bau der ersten Transkontinentalen Eisenbahn beteiligt hatten, nach der Fertigstellung in San Francisco niederließen. Strenge Rassengesetze, wie der Chinese Exclusion Act, erlaubten ihnen jedoch nur die Niederlassung in eng umschriebenen Grenzen innerhalb der Stadt. Dieses heute Chinatown genannte Stadtviertel ist das größte seiner Art in Kalifornien. Etwa ein Fünftel der Einwohner der Stadt sind Sino-Amerikaner, das ist eine der größten asiatischen Populationen außerhalb Chinas.
Viele heute weltbekannte Marken und Produkte entstanden zu jener Zeit, so etwa Levi Strauss & Co., Ghirardelli Chocolate Company und die Wells Fargo Bank. Auch mehrere Tycoons machten von sich reden, teilweise allerdings eher als „Raubritter“ (engl.: Robber barons), darunter die Big Four (Charles Crocker, Mark Hopkins, Collis P. Huntington und Leland Stanford), die sowohl das Eisenbahnwesen des Westens als auch die Politik nach Belieben dominierten und auch vor Gewalt gegen ihre Bauarbeiter nicht zurückschreckten. Wo diese Barone ihre Villen in San Francisco errichtet hatten, stehen heute berühmte und teure Hotels wie das Huntington Hotel, das nach Collis P. Huntington benannt wurde.

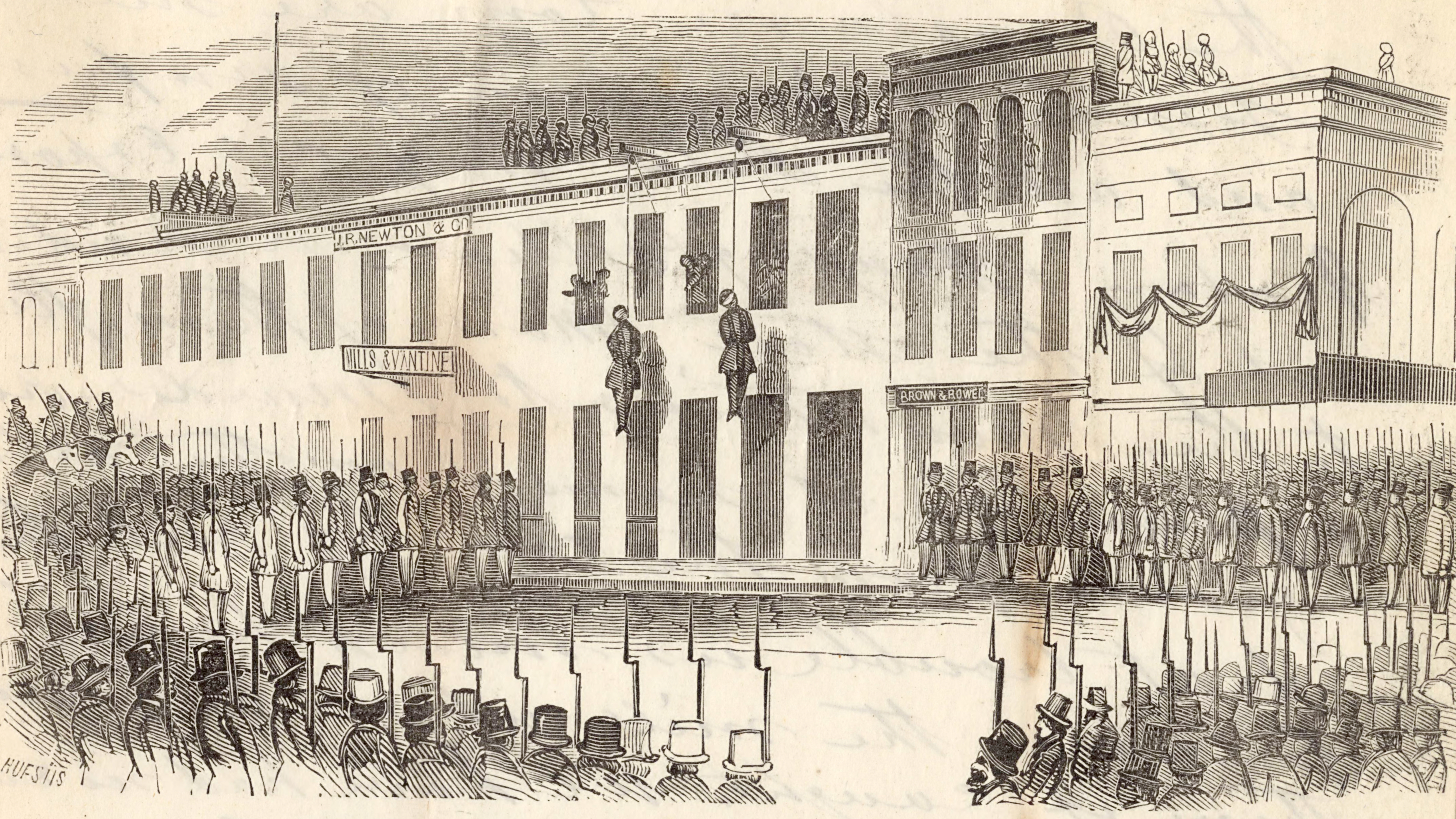
Charles Cora und James Casey werden vom Committee of Vigilance öffentlich gehängt, 1856

Die unkontrollierte Einwanderung vorwiegend männlicher Schatzsucher führte in San Francisco zu Zuständen, die dem Wilden Westen in nichts nachstanden. In der Stadt herrschte im Wesentlichen Anarchie, obwohl ordentlich gewählte Organe sowohl auf lokaler als auch auf staatlicher Ebene (Bundesstaat) vorhanden waren. Ihre Vertreter waren allerdings korrupt und Gauner – diese waren in recht großer Zahl aus dem Osten in den Westen geflohen, wo sie, da unerkannt, unbehelligt waren – kamen mit milden oder gar keinen Strafen davon. San Francisco, das in jener Zeit fast ausschließlich aus Holz gebaut war, brannte in den Jahren 1849 bis 1851 mindestens dreimal zu wesentlichen Teilen nieder. Die Brände waren, so wird vermutet, häufig gelegt, etwa um Warenlager der Konkurrenz zu vernichten. Verfolgt oder gar bestraft wurden die Brandstifter jedoch in den seltensten Fällen.
Als schließlich auch noch oppositionelle Politiker teilweise auf offener Straße erschossen wurden, formierte sich Widerstand. Unter der Führung von Samuel Brannan formierte sich das erste sogenannte Committee of Vigilance (Wachsamkeitsvereinigung), die sich zum Ziel setzte, das Recht in die eigene Hand zu nehmen. Zweimal, 1851 und 1856, trat diese aus angesehenen Männern bestehende Organisation, zusammen, um für jeweils etwa ein halbes Jahr dem Gesetz Nachdruck zu verschaffen. Beide Male wurden mehrere ertappte Verbrecher in schauprozessähnlichen Verfahren verurteilt und umgehend gehängt, was vorübergehend für Ruhe sorgte.

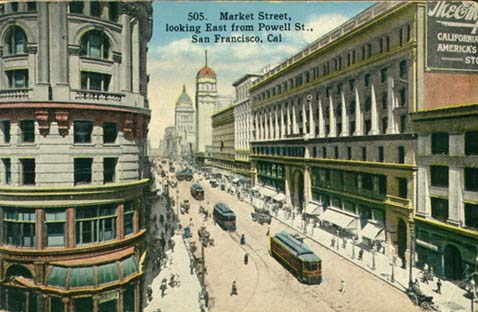
Market Street, frühes 20. Jahrhundert

Die Stadt San Francisco war County Seat des San Francisco County von 1849 bis 1856. Danach wurde, aufgrund der beschriebenen Probleme mit Gesetzlosigkeit, vom kalifornischen Staat das County aufgeteilt. Nördlich vom San Bruno Mountain wurde eine Linie gerade über die Halbinsel gezogen. Alles was südlich davon liegt, wurde zum neuen San Mateo County, der Teil nördlich davon wurde das Stadt-County von San Francisco, das einzige Kaliforniens.
Im Herbst 1855 brachte ein Schiff Flüchtlinge vor einer Choleraepidemie aus dem Fernen Osten nach San Francisco (die Geschichtsschreibung ist sich hier uneinig, ob es sich um die S.S. Sam oder die S.S. Carolina gehandelt hat – beide brachten Flüchtlinge einer Epidemie in die Stadt, eines der Schiffe 1850, das andere 1855). Weil die Stadt in der Folge des Goldrausches deutlich schneller gewachsen war, als die eigentlich notwendige Infrastruktur und insbesondere auch die sanitären Anlagen hinter den Erfordernissen zurückblieb, brach nun in San Francisco selbst eine schwere Choleraepidemie aus. Zu jener Zeit wäre eigentlich der Staat für das Gesundheitswesen zuständig gewesen, er sah sich jedoch darin überfordert und delegierte die Zuständigkeit an die Countys. Das führte zum noch heute in Kalifornien existierenden System der County-Krankenhäuser. In San Francisco selber wurden Barmherzige Schwestern mit der Führung eines Spitals betraut, da sie sich während der Epidemie als sehr effizient gezeigt hatten. 1857 eröffnete der Orden das St. Mary's Hospital an der Stockton Street, das erste katholische Spital westlich der Rocky Mountains. 1905 erwarben sie ein Grundstück an der Ecke Fulton/Stanyan Streets. Das dortige St. Mary's Medical Center ist das älteste dauerhaft aktive Spital San Franciscos.

## Arbeitsbedingungen
Zu den Arbeitsbedingungen und den Arbeitskämpfen des 19. und frühen 20. Jahrhunderts siehe in den Artikeln Geschichte Kaliforniens und Arbeiterbewegung in den Vereinigten Staaten.

## Paris of the West

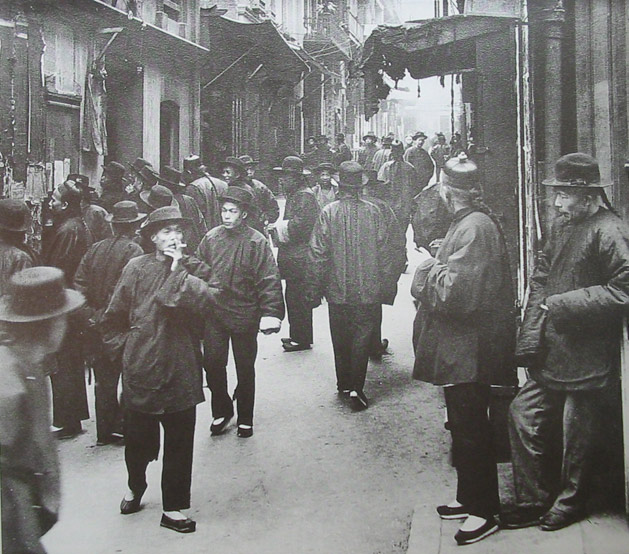
Ross Alley in Chinatown 1898, (Foto von Arnold Genthe)

Um 1890 litt San Francisco erneut unter Klientelismus und Korruption. Neue politische Reformen waren dringend notwendig. Der Populist Adolph Sutro wurde daraufhin 1894 zum Bürgermeister gewählt, ohne dass er einen richtigen Wahlkampf geführt hatte. Leider erreichte er, abgesehen von der Eröffnung der Sutro-Bäder, kaum substantielle Fortschritte für die Stadt.
Sutros Nachfolger, James D. Phelan, der 1896 gewählt wurde, war erfolgreicher. Er konnte ein neues Gesetz erlassen, das die Vergabe von Staatsanleihen ermöglichte. Dadurch konnte er genügend Gelder auftreiben, um das städtische Abwassersystem zu erneuern, und siebzehn neue Schulen, zwei neue Parks, ein Spital und eine Bibliothek zu eröffnen. Nachdem er 1901 vom Bürgermeisteramt zurückgetreten war, galt sein Interesse der Verschönerung der Stadt. San Francisco sollte umfassend modernisiert und zum Paris des Westens werden. Nachdem ihn die San Francisco Art Association bat, einen Plan für die Verschönerung der Stadt vorzubereiten, heuerte er den berühmten Architekten Daniel Burnham an. Der Plan von Phelan und Burnham war ambitiös, sah er doch einen über 50 Jahre dauernden Umbauprozess vor, der die Stadt mit weiten Boulevards und Plätzen versehen sollte. Einige der Vorschläge wurden umgesetzt, etwa das neue Opernhaus, die U-Bahn unter der Market Street und der Strandboulevard Embarcadero.
1900 wurde San Francisco neuerlich von einer Epidemie getroffen, diesmal von der per Schiff eingeschleppten Pest. Da man fälschlicherweise annahm, dass die Leichen der an der Krankheit Verstorbenen weiterhin ansteckend seien (und möglicherweise auch aufgrund von gewinnversprechenden Landspekulationen), wurden sämtliche Friedhöfe aus dem Stadtzentrum verbannt und nach dem heutigen Colma versetzt. Fünfzehn Blocks in Chinatown wurden unter Quarantäne gesetzt, während sich die politischen Führungsträger über die richtigen Maßnahmen zur Eindämmung der Plage stritten. Erst 1905 wurde die Pest ausgemerzt. Die Friedhöfe und die Toten wurden aber weiterhin nach Colma gebracht, wo die Zahl der Toten die Zahl der Lebenden heute um mehr als das Tausendfache übersteigt. Einzig das Columbarium of San Francisco und die historischen Friedhöfe in der Mission Dolores und am Presidio durften bleiben.
In der Zeit um die Jahrhundertwende entstand in San Francisco eines der weitreichendsten und kapazitätsstärksten öffentlichen Nahverkehrssysteme der damaligen Welt. Zwischen 1873 und dem Erdbeben von 1906, bei dem wesentliche Teile der Anlagen zerstört wurden, entstand das Netz der San Francisco Cable Cars, deren verbleibende drei Linien heute eine der wichtigsten Touristenattraktionen der Stadt sind, als National Historic Landmark eingetragen und neben der Golden-Gate-Brücke das zweite Wahrzeichen der Stadt sind. Es buhlten zum Jahrhundertwechsel nicht weniger als 8 Eisenbahnunternehmen um Kundschaft. Zu Stoßzeiten fuhr an der zentralen Haltestelle am Ferry Building alle 15 Sekunden ein Wagen ab, was selbst für heutige Verhältnisse eine enorme Frequenz darstellt.

## Das große Erdbeben von 1906

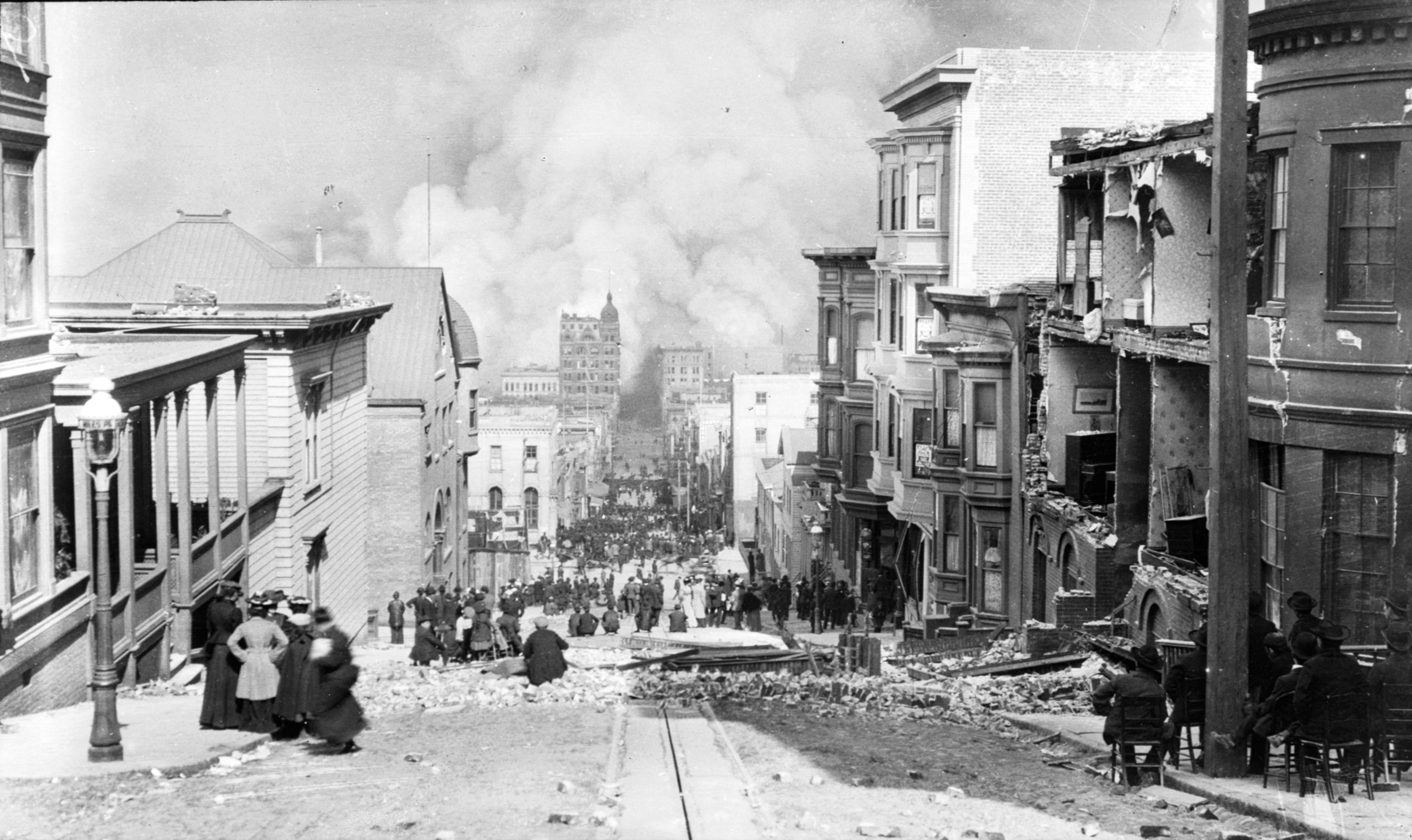
Nob Hill, in Richtung Sacramento Street, während des Feuers

Am 18. April 1906 erschütterte ein schweres Erdbeben die Stadt San Francisco. Die Erde bebte entlang des San-Andreas-Grabens zwischen San Juan Bautista und Eureka, mit dem Epizentrum unmittelbar vor der Küste von San Francisco. Heute wird die Stärke des Erdbebens mit etwa 7,8 auf der Richterskala angegeben. Das Erdbeben riss Gräben auf, die sich rasch mit Wasser füllten, daneben wurden durch das Beben Gasleitungen freigelegt und entzündet, was zum größten Stadtbrand in der Geschichte der Stadt führte, der wohl den Schaden des Erdbebens selbst massiv überstieg und sich mehrere Tage lang durch die Häuser der Stadt fraß. Die offizielle Zahl der Toten wurde zunächst mit 478 angegeben, was aber neueren Erkenntnissen nicht mehr standhält und später auf über 3000 korrigiert wurde. Vermutlich versuchten die politischen Behörden, mit der Untertreibung die Angst vor dem Wiederaufbau nicht zusätzlich zu schüren.

## Wiederaufbau

San Francisco 1914 nach erfolgtem Wiederaufbau (Plakat anlässlich der Weltausstellung)

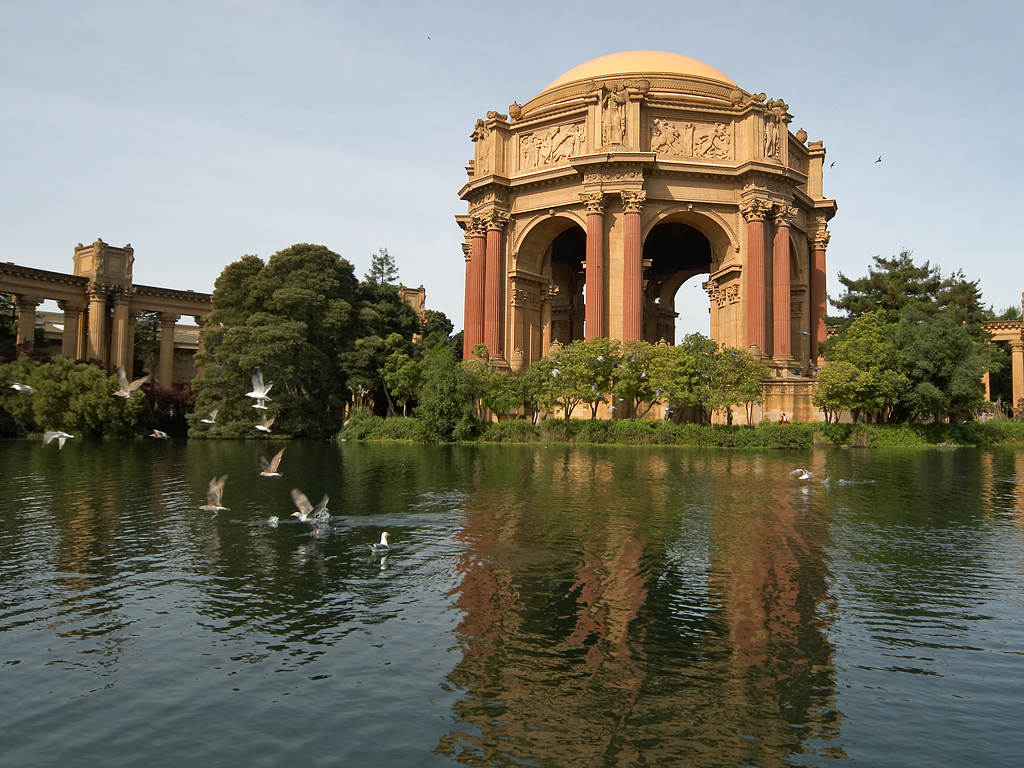
Der Palace of Fine Arts ist das einzige Gebäude, das von der Panama-Pacific Exposition verblieben ist.

Praktisch unmittelbar nach dem Erdbeben wurden Pläne für den Wiederaufbau erstellt. Wieder reichte Daniel Burnham ambitiöse Pläne ein, mit breiteren Avenues im Stil von Georges-Eugène Haussmann und weiten Ein- und Ausfallstraßen. Erneut wurde der Plan jedoch verworfen, da er zu radikale Einschnitte besonders auch ins Eigentum verschiedener Grundbesitzer gehabt hätte. Einige der Vorschläge wurden jedoch umgesetzt, so die U-Bahn unter Market Street und die besucherfreundliche Umgestaltung des Fisherman’s Wharf. Auch der Coit Tower auf dem Telegraph Hill inmitten der Stadt geht auf Burnhams Initiative zurück.
In den Jahren 1907 und 1908 wurde die städtische Politik von Bestechungsskandalen rund um sogenannte Public service corporations erschüttert. Die Karrieren von Bürgermeister Eugene Schmitz und von Abe Ruef endeten im Gefängnis.
1915 fand in San Francisco die Panama-Pacific International Exposition statt, offiziell um die Eröffnung des Panamakanals zu feiern. Die Ausstellung sollte jedoch auch zeigen, wie die Stadt gleich einem Phönix aus der Asche erstanden war. Bis auf den Palace of Fine Arts wurden nach der Ausstellung alle dafür errichteten Gebäude niedergerissen und an der Stelle entstand das heutige Marina District.

## Monumentale Bauprojekte

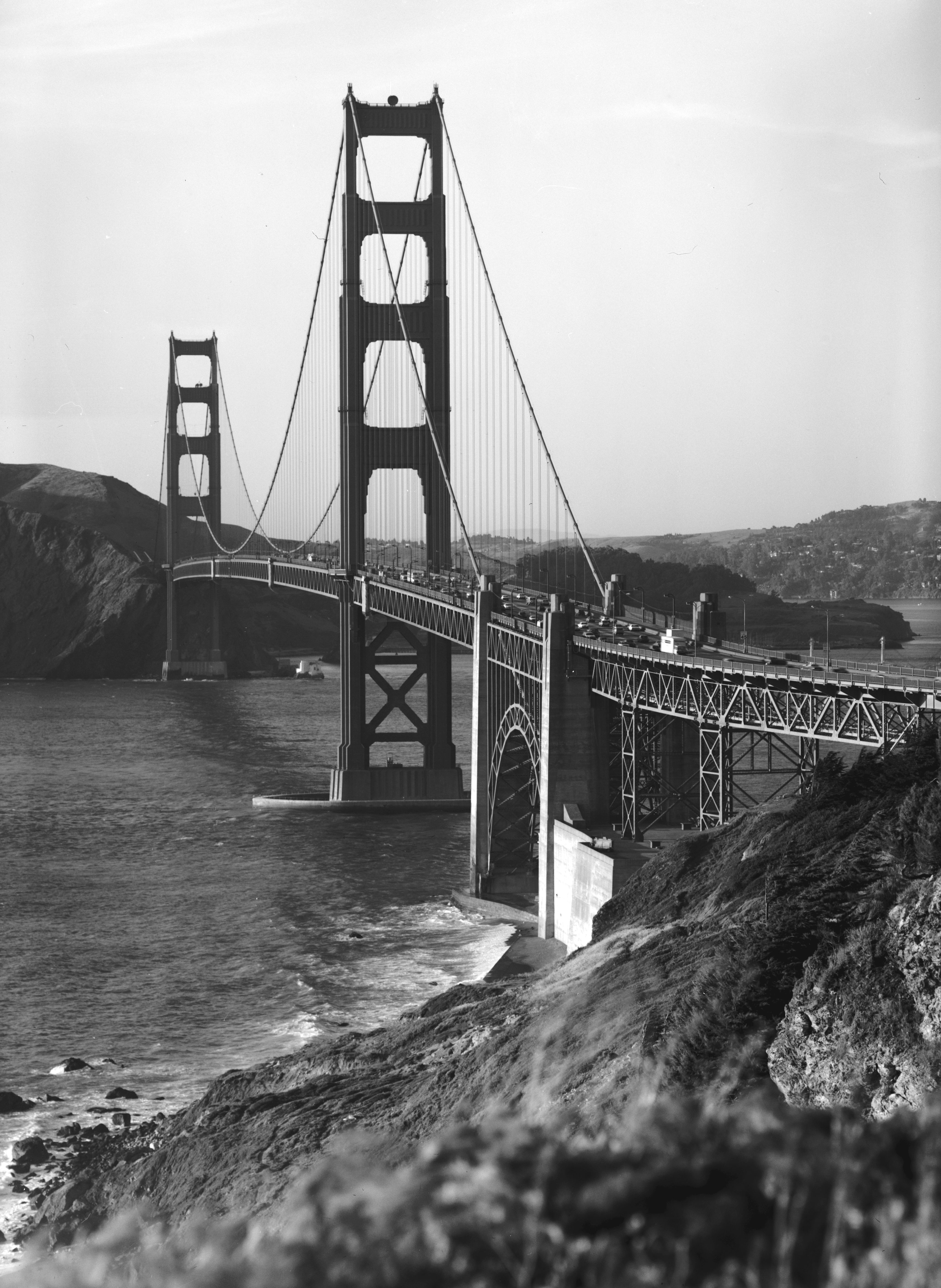
Die Golden-Gate-Brücke ist das Wahrzeichen der Stadt San Francisco.

Nach dem Wiederaufbau wurden mehrere monumentale Bauwerke errichtet, die heute das Bild San Franciscos prägen. 1936 wurde die San Francisco – Oakland Bay Bridge eröffnet, die die Halbinsel San Franciscos mit dem östlich davon liegenden Oakland verbindet. 1937 wurde dann die zum Wahrzeichen der Stadt gewordene Golden-Gate-Brücke eröffnet und 1939 die Golden Gate International Exposition abgehalten.

## Zweiter Weltkrieg
Während des Zweiten Weltkriegs war Fort Mason in San Francisco der Hauptausgangshafen für die amerikanischen Einsätze im Pazifikkrieg. Hunderttausende Tonnen Material und tausende von Soldaten wurden hier eingeschifft. Rund ums San Francisco Bay wurden in mehreren Häfen Liberty-Schiffe und Victory-Schiffe zusammengebaut. Die SS Jeremiah O’Brian, eines der letzten seetauglichen Schiffe jener Zeit, kann heute am Pier in San Francisco besucht werden.
Das 1932 eröffnete War Memorial Opera House wurde zum Zentrum einiger wichtiger Vertragsabschlüsse der Nachkriegszeit. Im Jahr 1945 fand hier die Konferenz zur Gründung der Vereinten Nationen statt. Im naheliegenden Herbst Theatre wurde am 26. Juni die Charta der Vereinten Nationen unterzeichnet. Auch der Friedensvertrag von San Francisco, der den Krieg mit Japan formell beendete, wurde sechs Jahre später hier formuliert und schließlich unterzeichnet.

## Nachkriegszeit

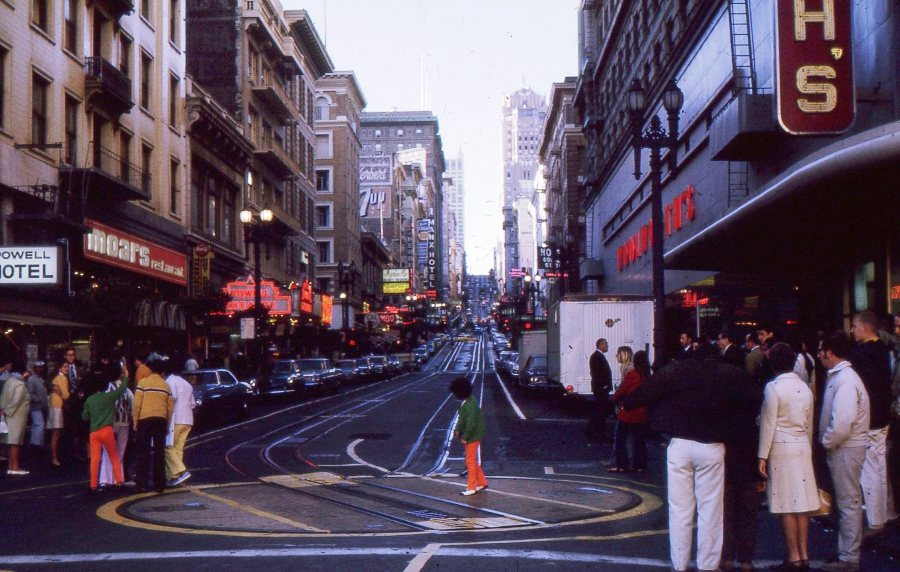
Powel Street in San Francisco, 1969

Viele Soldaten, die über San Francisco in den Krieg und wieder nach Hause zurückgekehrt waren, ließen sich nach dem Krieg hier nieder. Dadurch entstanden das Sunset District und Visitacion Valley. Caltrans begann in dieser Zeit mit einer aggressiven Autobahnbaupolitik in der Bay Area. Dabei stieß die Firma aber bald auf erheblichen Widerstand der Bevölkerung, da durch die hohe Bevölkerungsdichte praktisch jede neue Straße zur Umsiedelung vieler Bewohner führen musste. Caltrans versuchte, dieses Problem (und auch die Ausgaben für Landkäufe) durch mehrstöckige Autobahnen zu umgehen. Die Ingenieure konstruierten daraufhin ziemlich seltsam angeordnete Straßen, die sich auch noch als seismisch unstabil erwiesen. 1956 beschloss der Stadtrat (Board of Supervisors), auf weitere Autobahnbauten zu verzichten, ein Ereignis, das als Freeway Revolt bekannt wurde. Obwohl noch einige geringfügige Verbesserungen vorgenommen wurden, blieb die Stadt im Wesentlichen bei ihrer Anti-Autobahn-Politik. So hat sie bis heute eines der engsten Straßensysteme der USA. Als dann nämlich 1989 durch das Loma-Prieta-Erdbeben auch noch der Embarcadero Freeway und der Central Freeway zerstört wurden, beschlossen die Bürger in mehreren Abstimmungen, diese nicht neu zu errichten. Stattdessen wurden wieder Häuser an ihrer Stelle errichtet. Dies war besonders am Embarcadero, der heute zu einem Tourismuszentrum geworden ist, sehr erfolgreich.

## Erneuerungen
In den 1950er-Jahren beauftragte Bürgermeister George Christopher den Harvardabsolventen Justin Herman als Kopf einer Arbeitsgruppe, sich erneut mit der Stadtentwicklung befassen sollte. Wieder waren die Pläne ambitiös und Herman begann in einer aggressiven Kampagne mit dem Niederreißen sogenannter „blighted areas“ der Stadt. Dabei handelte es sich aber in Wahrheit um vorwiegend von nicht-weißen Arbeitern bewohnte Siedlungen. Durch Enteignungen riss er große Teile der Stadt nieder, siedelte die dortige Bevölkerung in andere Quartiere oder nach Oakland um und errichtete an der Stelle moderne Bauten. Das handelte Herman schwere rassistische Vorwürfe ein, die jedoch ohne wesentliche Wirkung blieben. Er plante den Bau des Embarcadero Center, des Embarcadero Freeway, von Japantown und des Yerba Buena Garden.

## Gegenkultur

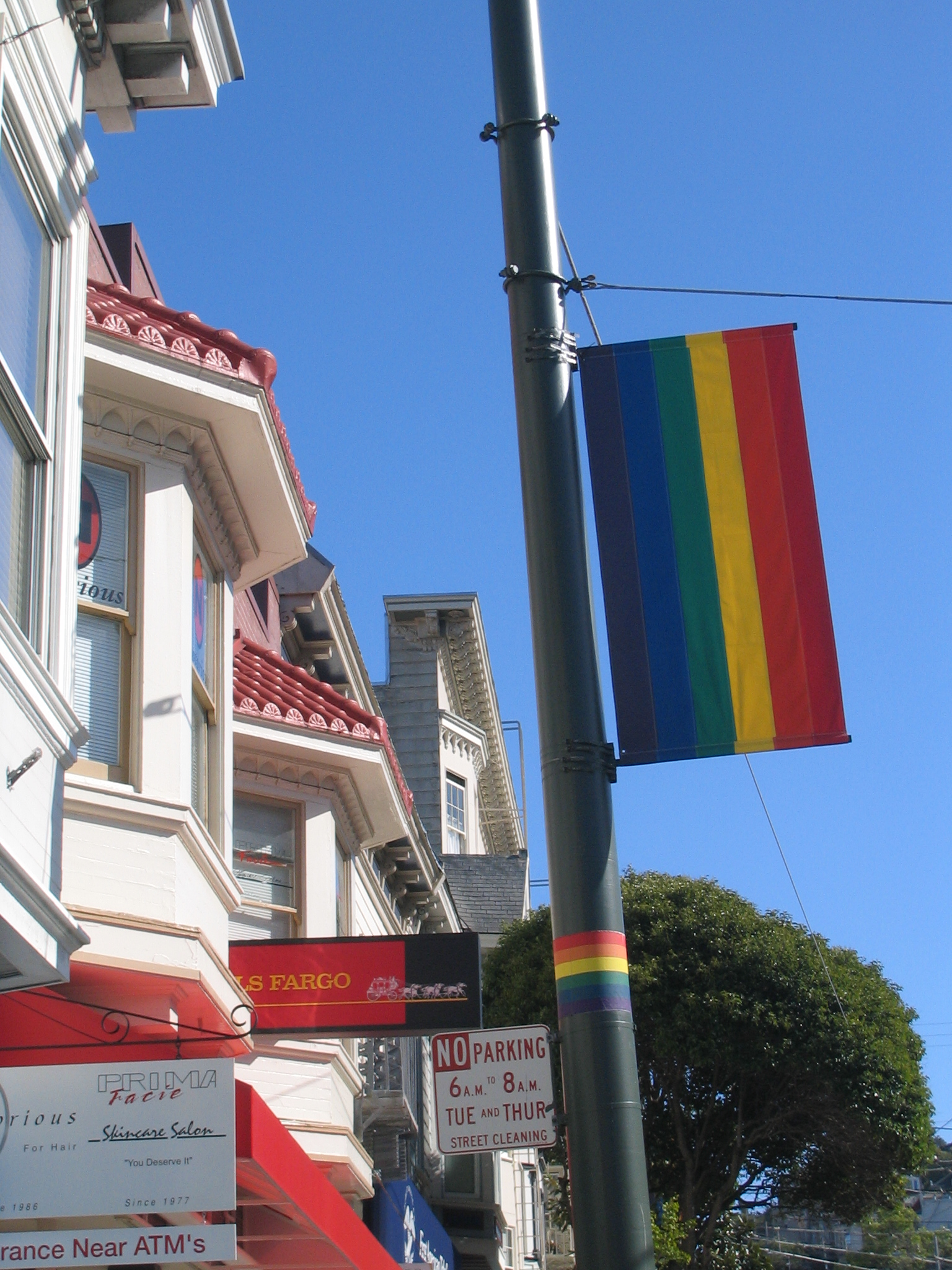
Rainbow flag im The Castro

San Francisco wird oft als Zentrum der amerikanischen Gegenkultur bezeichnet. Es gilt als Geburtsort der Hippie-Kultur, die 1967 im Haight-Ashbury-Quartier im sogenannten Summer of Love ihren Höhepunkt fand. Viele später bekannte Rock-’n’-Roll-Gruppen machten sich hier einen Namen, darunter Jefferson Airplane, Grateful Dead.
In den 1980er und 1990er Jahren wurde der Punk- und Thrash-Metal-Stil Mode, zusammen mit der Rave-Szene. 2004 fand in San Francisco die erste Love Parade statt, nach dem Vorbild Berlins.
Bereits während des Krieges wurde San Francisco zu einem Zentrum der Homosexuellen-Bewegung in Amerika. Das amerikanische Militär sonderte zwischen 1941 und 1945 Schwule und Lesben gezielt aus und entließ sie unehrenhaft aus dem Dienst. Über 9000 homosexuelle Soldaten und Soldatinnen wurden entlassen, wovon ein großer Teil in San Francisco zurückblieb. In den 1960er Jahren zogen viele weitere Homosexuelle nach San Francisco, nicht nur wegen der inzwischen bekannten Toleranz ihnen gegenüber, sondern generell wegen der stark links dominierten Politik der Metropole. Diese neuen Zuzügler kauften heruntergekommene Anwesen, besonders in Haight-Ashbury, auf und brachten sie wieder in Ordnung. Später, als in Haight Drogen und Gewalt an der Tagesordnung waren, zogen sie ins Castro-District, das zum Gay-Mekka wurde. Dies führte zu Konflikten mit dort ansässigen Einwohnern. Am 27. November 1978 ermordete Dan White den damaligen Bürgermeister George Moscone und den ersten offen zu seiner homosexuellen Neigung stehenden Volksvertreter Harvey Milk. Diese Morde führten zu offenen Gewaltakten und Kundgebungen in der Stadt. In den 1980er-Jahren wurden die Schwulen in San Francisco besonders schwer von AIDS getroffen. Heute beheimatet die Stadt etwa 15 Prozent Homosexuelle. Das ist der größte Prozentsatz unter allen bedeutenden amerikanischen Städte.

## Manhattanisierung und Obdachlosigkeit

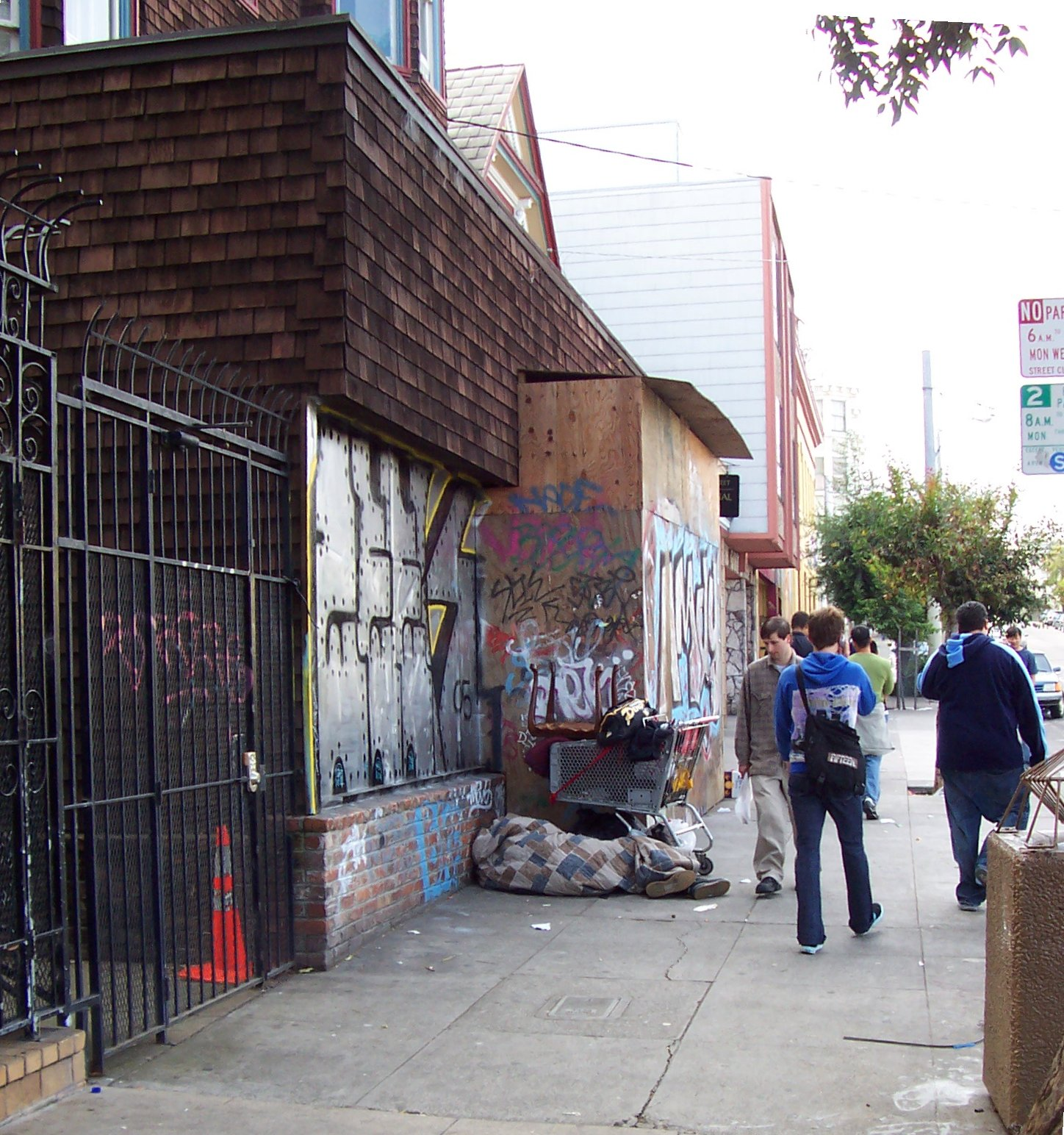
Obdachloser vor einer Baustelle in der Church Street

Während der Regierungszeit von Bürgermeisterin Dianne Feinstein (1978–1988) sah San Francisco eine Bauentwicklung, die als Manhattanisierung bezeichnet wird, also der Bau einer ganzen Reihe von Wolkenkratzern, besonders im Financial District. Diese Wolkenkratzer dominieren heute das Stadtbild klar, was bereits damals zu Opposition gegen die Baupläne führte. Ähnlich den Freeway revolts zwei Dekaden zuvor, gab es jetzt eine Art Skyscraper revolt, also eine Wolkenkratzer-Revolte. Diese zwang die Stadt, strenge Auflagen für den Bau neuer solcher Gebäude zu erlassen. Diese bremsten den Bau neuer Wolkenkratzer für eine gewisse Zeit, aber aufgrund von Platzmangel wurden die Regeln im 21. Jahrhundert wieder etwas gelockert. Inzwischen ist die Opposition deutlich geringer geworden, so dass mehrere neue Wolkenkratzer gebaut wurden oder zumindest geplant sind.
Ein neues Problem, das sich seit den 1980er-Jahren vermehrt stellt, ist die zunehmende Obdachlosigkeit. Die Ursachen dafür sind vielfältig, darunter die Schließung von staatlichen Anstalten für geistig Behinderte und die zunehmende Präsenz offener Drogenszenen. Zusammen mit San Franciscos attraktiver Umgebung und der auf Wohlstand ausgerichteten Politik, wurde das Problem ernst. Mehrere Bürgermeister versuchten, es in den Griff zu bekommen. Art Agnos (1988–92) errichtete ein Camp für die Obdachlosen im Civic Center Park, das daher den Namen Camp Agnos trug. Das Projekt schlug aber fehl, so dass er 1991 die Wiederwahl verlor. Sein Nachfolger wurde Frank Jordan, der sein Programm Matrix taufte. Er siedelte die Obdachlosen durch massiven Polizeieinsatz um, erreichte jedoch nur, dass sie sich einfach überall in der Stadt niederließen. Sein Nachfolger Willie Lewis Brown konnte sich dann aus der Affäre raushalten, in dem er das Problem weitgehend ignorierte. Der aktuelle Bürgermeister Gavin Newsom betreibt das umstrittene Care Not Cash-Programm, mit dem er der Stadt etwas die Attraktivität als „Öffentliches Sozialwerk“ nehmen will. Die Obdachlosen sollen bezahlbare Wohnungen bekommen und zur Teilnahme an Drogenentzugsprogrammen und Ausbildungsprogrammen gezwungen werden.

## Loma-Prieta-Erdbeben
Am 17. Oktober 1989 erschütterte ein Beben der Stärke 7,1 auf der Richterskala die Gegend. Das Epizentrum lag etwa 113 Kilometer südlich von San Francisco. Das Beben beschädigte viele der Autobahnen in der Stadt erheblich, darunter den bereits erwähnten Embarcadero Freeway und den Central Freeway. Diese wurden daraufhin niedergerissen und nicht wieder aufgebaut. Auch im Marina District und im District South of Market gab es schwere Schäden.

## Der Dot-Com Boom
Während des Dot-Com-Booms der 1990er Jahre zogen viele Unternehmer, Softwareentwickler und qualifizierte Mitarbeiter nach San Francisco, das am Rande des Silicon Valley mit vielen Hochtechnologieunternehmen liegt. Massive Gentrifizierung setzte ein durch die steigenden Mieten. San Francisco hat heute den geringsten Anteil Kinder und Jugendlicher aller größeren amerikanischen Städte, mit einem Anteil von nur 14,5 Prozent aller unter 18-Jähriger. Als 2001 die Dotcom-Blase platzte, wurde die vorherige Entwicklung teilweise wieder rückgängig gemacht. South of Market, wo besonders viele Dot-Com-Firmen ihren Sitz hatten, war nun ein Büroquartier, wo deutliche Probleme bei den Vermietungen auftraten. Die Stadt erlebte nun den größten Bevölkerungsrückgang in ihrer Geschichte. 30.000 Einwohner zogen in nur wenigen Jahren aus der Stadt weg, was die Mieten wieder einigermaßen ins Lot gerückt hat. Nach wie vor bleibt San Francisco aber eine der teuersten Städte der USA.

## Gegenwart
Ums Jahr 2003 hatte sich die städtische Wirtschaft, gestützt durch aufkommenden Tourismus, wieder einigermaßen erholt. Die Nachfrage nach Wohnungen und Büroräumen nahm wieder zu, und damit auch die Mieten. Um dem Problem Herr zu werden, wurden etwa Höhenbeschränkungen für Gebäude gelockert. Mehrere Bauprojekte sind aktuell im Bau oder geplant, darunter der Millennium Tower und Erweiterungen der Verkehrsinfrastruktur. San Francisco hat mit BART und Muni eines der ausgereiftesten öffentlichen Transportsysteme Nordamerikas, die auch tatsächlich eine bedeutende Zahl von Passagieren befördern. Dass die Cable Cars und die F-Linie besondere Touristenattraktionen sind, hat für die Erhaltung des öffentlichen Verkehrs sicher eine wesentliche Rolle gespielt, neben den historisch bedingt (für amerikanische Verhältnisse) sehr engen Straßen.